# کاینئوس

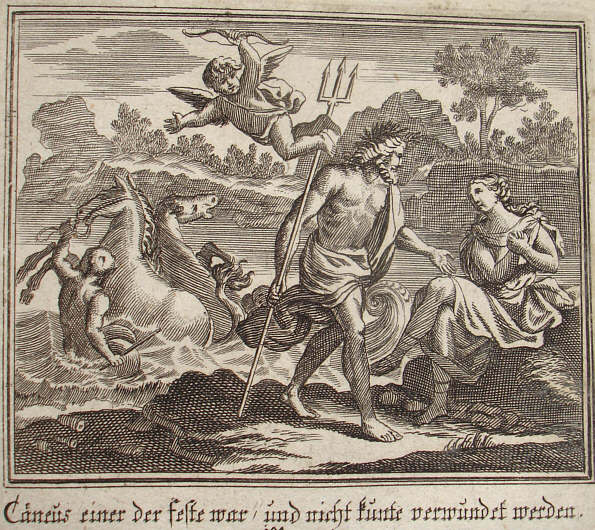
پوزئیدون و کائِنیس

کاینئوس (به یونانی: Καινεύς، به انگلیسی: Caeneus) جنگجوی شکست ناپذیر تسالی بود، او در شکار گراز کالیدونیان شرکت داشت و در بین جنگ میان لاپیت‌ها و سانتورها کشته شد.
در اصل، کاینئوس یک دوشیزه به نام کائِنیس «Caenis» بود. پوزئیدون به او تجاوز کرد و بعد از آن به او وعده داد هر آرزویی داشته باشد برآورده خواهد کرد، او آرزو کرد تا مرد شود تا دیگر چنین اتفاقی هیچوقت برایش پیش نیاید. آرزوی او برآورده شد و خدا او را از تمام سلاح‌ها آسیب‌ناپذیر ساخت.
بعد از ازدواج پیریتوس، هنگامی که جنگ میان لاپیت‌ها و سانتورها به پایان رسید، کاینئوس سانتورهای بسیاری را به قتل رسانده بود، و به خود او هیچ صدمه‌ای نرسیده بود. در انتها، انبوهی از سانتورها به دلیل اینکه نمی‌توانستند او را بکشند، ستون‌هایی از درختان صنوبر بر روی او ریختند، و او زیر این وزن زیاد له و خفه شد. بعد از مرگش به مانند پرنده‌ای پرواز کرد و رفت.